# Červenec 2015

## Červenec

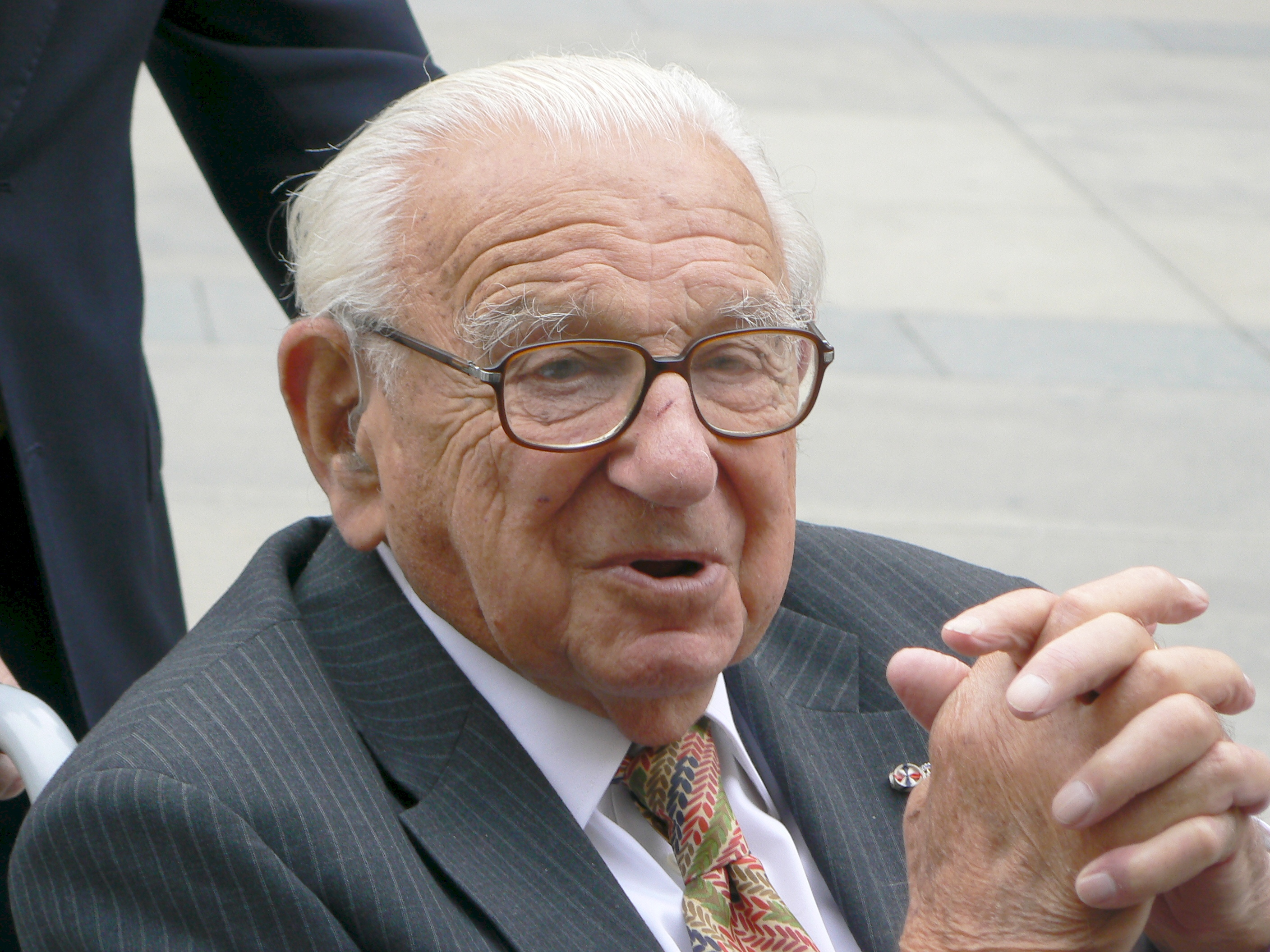
Nicholas Winton

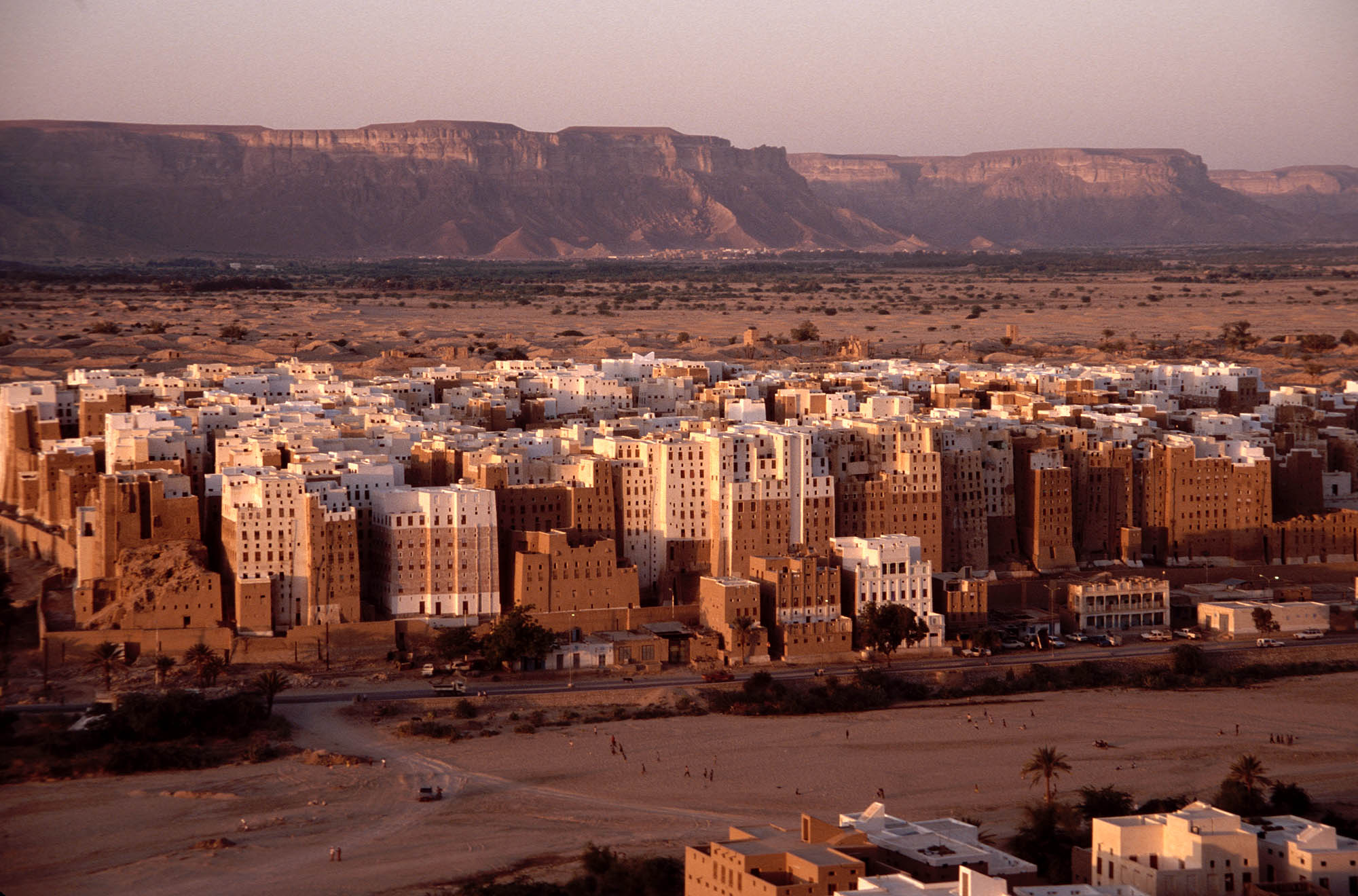
Šibám, Jemen

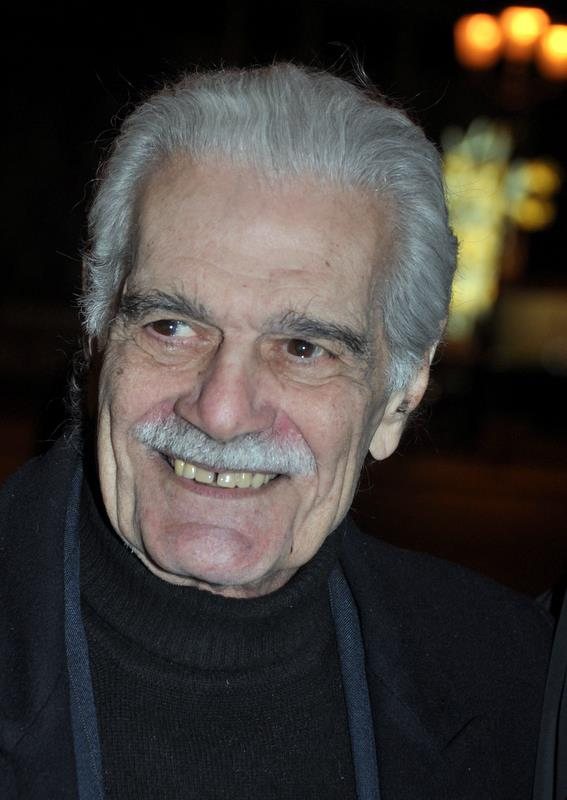
Omar Sharif

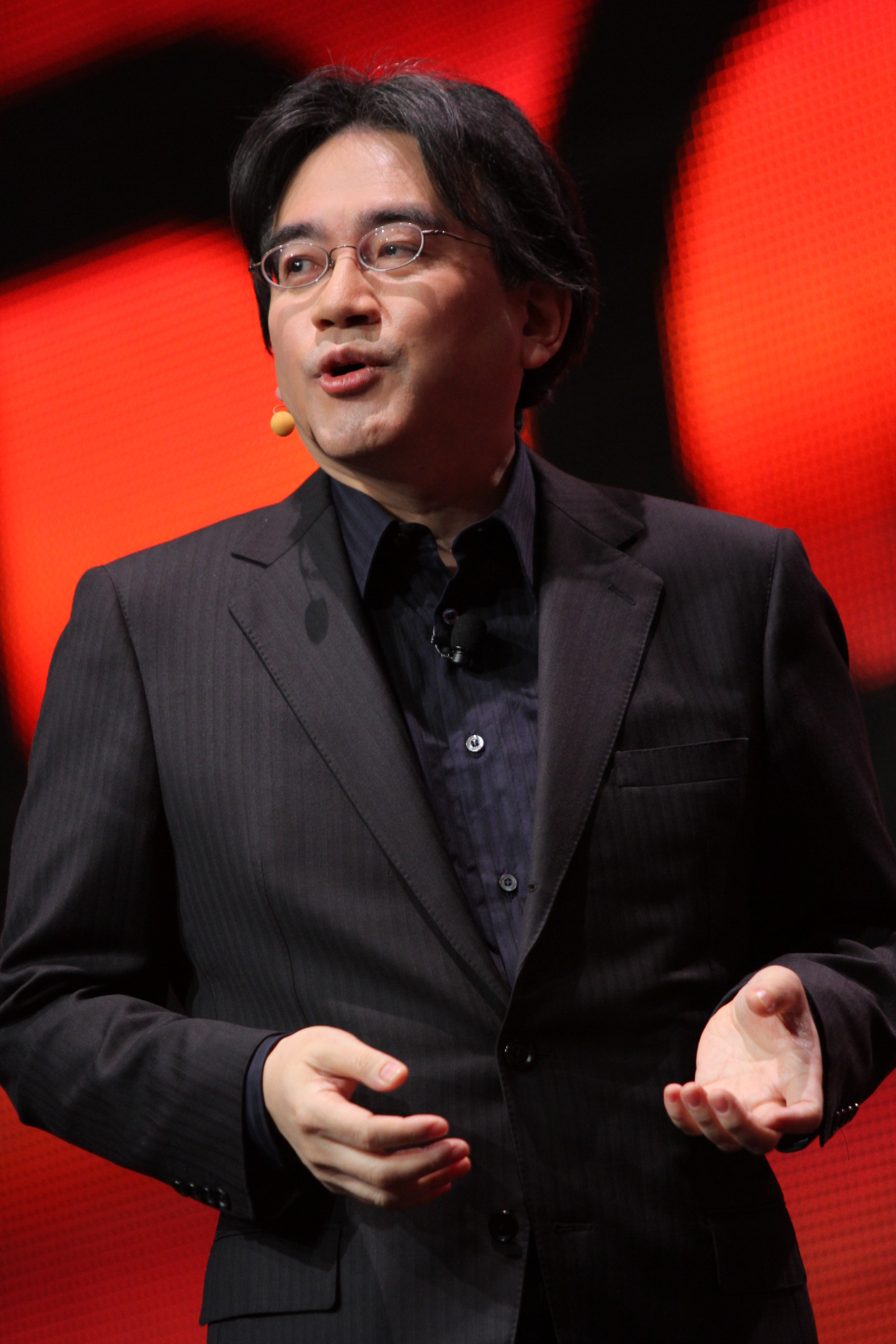
Satoru Iwata

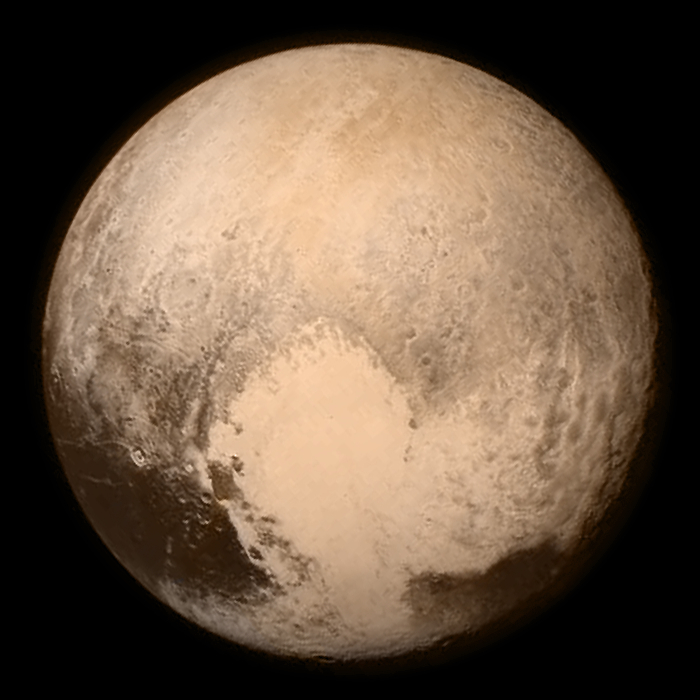
Planeta Pluto

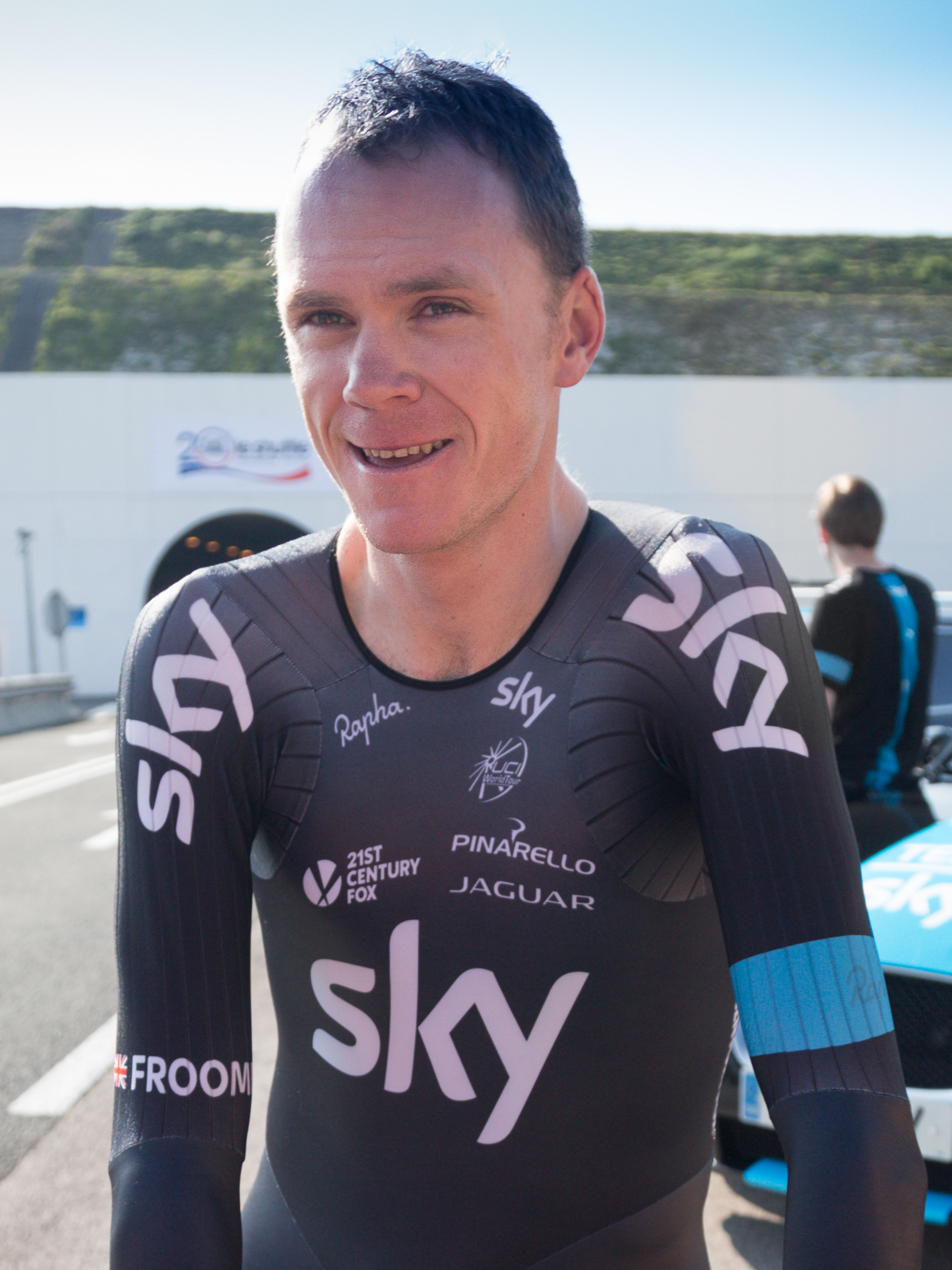
Chris Froome

1. července – středa 
 Ve věku 106 let zemřel sir Nicholas Winton (na obrázku), známý jako zachránce stovek židovských dětí z Protektorátu Čechy a Morava. 
2. července – čtvrtek 
 Více než sto lidí bylo zabito při útocích islamistů z hnutí Boko Haram na nigerijská města ve státě Borno.
3. července – pátek 
 Malajsie, Nizozemsko, Austrálie, Belgie a Ukrajina žádají zřízení mezinárodního tribunálu OSN za účelem potrestání pachatelů zodpovědných za sestřelení Letu Malaysia Airlines 17.
5. července – neděle 
 Řekové v referendu podpořili Tsiprasovu vládu a jasnou většinou odmítli podmínky, kterými byla podmíněna další mezinárodní finanční pomoc zadluženému Řecku.
 K Mezinárodní vesmírné stanici dorazila ruská nákladní kosmická loď Progress, která dopravila 2,5 tuny zásob.
6. července – pondělí 
 Na iráckou metropoli Bagdád spadla letecká puma, která se uvolnila z letounu vracejícího se z bojů proti Islámskému státu na západě země. Bomba dopadla na východní čtvrť města, kde zabila 12 lidí.
 Maďarsko schválilo zákon, který umožňuje postavit 175 kilometrů dlouhý plot proti imigrantům na srbsko-maďarských hranicích.
7. července – úterý 
 Na seznam světového dědictví v ohrožení byla zapsána jemenská města San'á a Šibám (na obrázku) spolu s iráckou Hatrou. 
 Vrchní soud v Praze potvrdil zákaz prodeje a zničení politické autobiografie komunistického politika Vasila Biľaka z důvodu porušení autorských práv.
 Generální tajemník OSN Pan Ki-mun nařídil opětovné vyšetřování letecké nehody svého předchůdce Daga Hammarskjölda, která se odehrála roku 1961 poblíž města Ndola v tehdejší Severní Rhodesii.
8. července – středa 
 Čínská vláda zavedla, v důsledku propadu na šanghajské burze, zákaz prodeje podílů akcionářů vlastnících vyšší než pětiprocentní podíl.
9. července – čtvrtek 
 Britský ministr zahraničí Philip Hammond vyzval britské turisty k opuštění Tuniska. Prohlášení následuje po masakru turistů v Súse.
 Ústavní soud České republiky zrušil část služebního zákona.
 Parlament Jižní Karolíny odhlasoval zákon zakazující vyvěšování konfederační vlajky na vládních budovách. Zákon je reakcí na rasově motivovanou vraždu devíti lidí ze 17. června tohoto roku v charlestonském kostele.
10. července – pátek 
 Občanská válka v Somálsku: Islámistická organizace aš-Šabáb zaútočila na hotely v somálské metropoli Mogadišu.
 Tuniské bezpečnostní síly provedly zátah proti džihádistům poblíž města Gafsa, při kterém zemřelo pět lidí.
 Ve věku 83 let zemřel v káhirské nemocnici hollywoodský herec Omar Sharif (na obrázku) známý z filmů Lawrence z Arábie a Doktor Živago.
11. července – sobota 
 Křišťálový glóbus, hlavní cenu Mezinárodního filmového festivalu Karlovy Vary, získal snímek Bob a stromy amerického režiséra Diega Ongara.
 Ve věku 66 let zemřel hudebník Ota Petřina známý ze skupiny Bacily.
 Čínské úřady evakuovaly před tajfunem Chan-hom kolem milionu obyvatel pobřežních oblastí provincie Če-ťiang.
 Válka v Jemenu: OSN podporované příměří v Jemenu se po několika hodinách zhroutilo; obě strany se navzájem obviňují.
 Během připomínky výročí Srebrenického masakru byl srbský premiér Aleksandar Vučić napaden kameny.
 Nejméně jeden člověk zemřel při bombovém útoku na italský konzulát v egyptské Káhiře.
12. července – neděle 
 Rumunský premiér Victor Ponta rezignoval na svou funkci předsedy vládní Sociálnědemokratické strany.
 V Číhošti na Havlíčkobrodsku byly pohřbeny ostatky kněze Josefa Toufara umučeného při výslechu Státní bezpečností kvůli kauze číhošťského zázraku.
 Mexická drogová válka: Mexický narkobaron Joaquín Guzmán přezdívaný „Prcek“ uprchl z vězení poblíž města Toluca ve státě México.
 Ukrajinská krize: Nejméně tři lidé byli zabiti při střetech mezi členy Pravého sektoru a místní policií ve městě Mukačevo v Zakarpatské oblasti.
13. července – pondělí 
 Válka v Iráku: Irácké ozbrojené síly podporované ší'tskými milicemi, policií a místními sunnitskými milicemi zahájily operaci s cílem vyčistit provincii Anbár od bojovníků Islámského státu.
 Představitelé Eurozóny se dohodli na další podpoře Řecka z prostředků Evropského stabilizačního mechanismu, kterou podmínili souhlasem řeckého parlamentu s požadovanými reformami.
 Ve věku 55 let zemřel Satoru Iwata (na obrázku) prezident a CEO společnosti Nintendo.
 Nejméně 23 mrtvých a přes dvě desítky zraněných si vyžádal kolaps kasáren v sibiřském Omsku.
14. července – úterý 
 Americká planetární sonda New Horizons prolétla kolem trpasličí planety Pluto (na obrázku) a jejích pěti měsíců.
 Šest světových mocností a Írán dosáhlo komplexní dohody týkající se íránského jaderného programu.
 Kuvajtský parlament schválil, v reakci na nedávný sebevražedný útok v ší'itské mešitě, zákon zavádějící plošný sběr vzorků DNA. Povinnost se vztahuje na čtyři miliony občanů a zahraničních rezidentů žijících v zemi. Předmanželské genetické testy jsou v zemi rovněž povinné.
15. července – středa 
 Válka v Afghánistánu: Vůdce Tálibánu Muhammad Umar ve zprávě vydané k příležitosti svátku oběti podpořil mírové rozhovory s afghánskou vládou.
 Agentura Standard & Poor's snížila rating Portorika na úroveň CC, neboli „bezprostřední hrozbu bankrotu“.
 Bývalý osvětimský dozorce Oskar Gröning byl odsouzen k čtyřletému trestu vězení za svůj podíl na smrti 300 tisíc maďarských Židů. Jeho zodpovědností v táboře bylo shromažďování zavazadel příchozích.
 Na pražském Masarykově nádraží vykolejil osobní vlak City Elefant. Nehoda se obešla bez větších zranění. Nádraží bylo uzavřeno.
 Vědci z CERNU oznámili, že měření ve Velkém hadronovém urychlovači potvrdila existenci pentakvarku.
16. července – čtvrtek 
 Japonský parlament schválil zákon umožňující nasazení armády v zahraničí. Přes sto tisíc lidí protestovalo proti vládě.
 Povstání na Sinaji: Raketa vypálená ozbrojenci Islámského státu zasáhla fregatu egyptského námořnictva plující ve Středozemním moři poblíž sinajského pobřeží.
 Pět lidí včetně útočníka zemřelo při střelbě v náborovém středisku americké námořní pěchoty ve městě Chattanooga ve státě Tennessee. Jako pachatel útoku byl označen naturalizovaný Američan Muhammad Youssef Abdulazeez. Střelba je vyšetřována jako příklad domácího terorismu.
 Pozůstalí obětí letu Malaysia Airlines 17 podali u soudu v Chicagu civilní žalobu na bývalého vůdce proruských povstalců v Donbasu Igora Girkina.
17. července – pátek 
 Čtyři lidé zemřeli při pádu záchranného vrtulníku poblíž lokality Kláštorisko ve Slovenském ráji.
 Válka v Jemenu: Síly věrné exilovému prezidentu Hádímu vytlačily bojovníky Hútíů z přístavní metropole Aden.
 Britské královské letectvo zahájilo nálety na pozice Islámského státu v Sýrii, čímž překročilo svou působnost vymezenou před dvěma lety britským parlamentem.
 Po devíti měsících v kómatu zemřel na následky nehody francouzský pilot Formule 1 Jules Biacnchi.
18. července – sobota 
 Místopředseda vlády Pavel Bělobrádek navštívil Sudetoněmecký dům v bavorském Mnichově a položil věnec u památníku obětí odsunu sudetských Němců z Československa.
 Pět Čechů je pohřešováno, poté co libanonské bezpečnostní složky nalezly jejich cestovní pasy v opuštěném automobilu u města Kafraja v údolí Bikáa.
 Válka v Donbasu: Čtyři lidé zemřeli v důsledku povstaleckého ostřelování ukrajinského města Avdijivka.
 Saúdskoarabské bezpečnostní složky zatkly 431 lidí podezřelých z přípravy pumových útoků a napojení na Islámský stát.
 Nejméně 120 lidí bylo zabito při výbuchu nákladního automobilu na tržišti ve městě Chán Baní Saad v irácké provincii Dijála, k útoku se přihlásil Islámský stát.
 Britský bulvární deník The Sun zveřejnil filmový záznam z roku 1933 zachycující budoucí britskou královnu Alžbětu II. zdvihající ruku k nacistickému pozdravu.
19. července – neděle 
 Kameníci z maliského města Timbuktu dokončili pod vedením organizace UNESCO opravy kamenných súfistických svatyní zničených v roce 2012 islamisty ze skupiny Ansar Dine.
20. července – pondělí 
Středisko Evropské kosmické agentury v německého Darmstadtu ztratilo kontakt s modulem Philae na povrchu komety 67P/Churyumov-Gerasimenko.
 Kuba po 54 letech otevřela ambasádu v americkém hlavním městě Washington.
 Nejméně 27 lidí zemřelo při atentátu v tureckém městě Suruç, poblíž hranice se Sýrií.
 Japonská společnost Mitsubishi se omluvila za využívání otrocké práce stovek amerických válečných zajatců během druhé světové války.
21. července – úterý 
 Ukrajinská krize: Stovky stoupenců Pravého sektoru protestovaly na kyjevském náměstí Nezávislosti proti ukrajinské vládě a Minským mírovým dohodám.
 Zástupce Centra Simona Wiesenthala předal kodaňské policii žádost o zahájení stíhání proti bývalému důstojníku SS Helmutu Leifu Rasmussenovi za jeho strážní službu v babrujském koncentračním táboře.
 Historičtí badatelé objevili v depozitáři štrasburské univerzity ostatky 86 lidí zavražděných v osvětimském Bloku 10.
22. července – středa 
 Pákistánský nejvyšší soud pozastavil trest smrti pro křesťanku Asii Bibiovou odsouzenou za rouhání.
 Nejméně dva mrtvé a desítky zraněných si vyžádala srážka kamionu a vlaku Pendolino na trati Přerov–Bohumín u Studénky.
 Rodina Libanonce Alího Fajáda zadržovaného v Česku, kvůli podezření z terorismu, jednala s českým velvyslancem. Alího bratr je pohřešován spolu s pěti českými občany, kterým dělal řidiče.
 Nejstarší známé útržky Koránu pocházející z 6. století byly nalezeny ve sbírkách univerzitní knihovny v britském Birminghamu. 
 Válka na východní Ukrajině: Proruští povstalci na východě Ukrajiny oznámili stažení části tanků a dělostřelectva. Pozorovatelé OBSE ale nebyli schopní jejich tvrzení ověřit.
 Ve věku 84 let zemřel americký spisovatel Edgar Lawrence Doctorow.
23. července – čtvrtek 
 Keplerův vesmírný dalekohled americké NASA objevil první Zemi podobnou exoplanetu obíhající v obyvatelné zóně kolem Slunci podobné hvězdy.
 Válka na východní Ukrajině: Jaromír Štětina, bývalý válečný reportér a současný europoslanec za Českou republiku, navštívil základny batalionu Azov poblíž ukrajinského města Mariupol.
 Nejméně dva mrtvé si vyžádala přestřelka mezi tureckou armádou a bojovníky Islámského státu.
 Krajský soud v Praze zatím nepravomocně odsoudil bývalého středočeského hejtmana Davida Ratha za zločin přijetí úplatku v pěti korupčních případech k trestu 8,5 roku odnětí svobody a propadnutí majetku získaného trestnou činností.
24. července – pátek 
 Dánské královské námořnictvo zadrželo tři aktivisty organizace Sea Shepherd snažících se narušit tradiční lov velryb na Faerských ostrovech.
 NASA oznámila, že povrch Pluta je formován ledovci zmrzlého dusíku, který cirkuluje v řídké atmosféře trpasličí planety.
 Prezidentské volby v Burundi vyhrál současný prezident Pierre Nkurunziza, opozice volby bojkotovala a obvinila prezidenta z porušení ústavy. Kolem 160 tisíc Burunďanů uprchlo před násilnostmi ze země.
 Ukrajinské ministerstvo vnitra zakázalo ukrajinským komunistům kandidovat ve volbách.
 Válka proti Islámskému státu: Turecké letectvo provedlo nálety na pozice Islámského státu v Sýrii.
26. července – neděle 
 Vítězem letoších závodů Tour de France se stal britský cyklista Chris Froome (na obrázku).
25. července – sobota 
 Turecké letectvo zaútočilo na základny Strany kurdských pracujících v provincii Dahúk v Iráckém Kurdistánu.
 Tuniský parlament schválil obnovení trestu smrti.
 Představitelé Aljašky a Čukotského autonomního okruhu uzavřeli dohodu umožňující bezvízový styk pro příslušníky domorodých národů.
 Americké ministerstvo obrany vyzvalo příslušníky ozbrojené domobrany, aby přestali hlídkovat před vojenskými objekty. Příslušníci domobrany tak reagují na útok šíleného střelce v náborovém středisku ve městě Chattanooga v Tennessee.
27. července – pondělí 
 Ve věku 84 let zemřel významný český pianista Ivan Moravec.
28. července – úterý 
 Poblíž obce Geraltov na východě Slovenska se zřítil vrtulník slovenské armády Mil Mi-17.
29. července – středa 
 Rusko v Radě bezpečnosti OSN vetovalo návrh rezoluce požadující mezinárodní tribunál, který měl stíhat osoby podezřelé ze sestřelení letu Malaysia Airlines 17.
 Na pláži francouzského ostrova Réunion v Indickém oceánu byly objeveny trosky pocházející z letounu Boeing 777, pravděpodobně letu Malaysia Airlines 370.
 Afghánská vláda oznámila, že Muhammad Umar, nejvyšší vůdce Tálibánu, zemřel před dvěma lety v sousedním Pákistánu.
 Málik Išak, velitel teroristické skupiny Laškare džhangvi, byl zabit v přestřelce mezi policií a jeho stoupenci. Mezi oběťmi útoků skupiny převažují pákistánští ší'ité, ale je odpovědná také za vraždu několika západních horolezců v základním táboře na Nanga Parbatu.
30. července – čtvrtek 
 Šest lidí bylo pobodáno při útoku židovského extrémisty na pochod Gay Pride v centru Jeruzaléma.
 Muhammad Mansúr, bývalý zástupce Muhammada Umara, byl zvolen novým vůdcem hnutí Tálibán.
 Náčelník papuánské policie požádal o vydání tří australských dozorců z internačního tábora pro uprchlíky na ostrově Manus v Bismarckově souostroví, kteří byli obviněni z hromadného znásilnění místní ženy.
 Britské úřady odmítly prodloužit vízum čínskému disidentu a umělci Aj Wej-wejovi, protože „nedeklaroval, že byl v Číně trestně odsouzen.“ Podle kritiků je britské rozhodnutí politicky motivované.
 V indickém vězení ve státě Maháráštra byl popraven Jakub Memon odsouzený za organizovaní a financování bombových útoků v Bombaji v roce 1993.
 Na Hlavním nádraží v Praze byla po rekonstrukci otevřena obnovená Fantova kavárna.
31. července – pátek 
 Soukromé letadlo Embraer Phenom 300 patřící rodinným příslušníkům Usámy bin Ládina se zřítilo břehem přistávacího manévru v anglickém hrabství Hampshire. Čtyři lidé v letadle byli zabiti a nikdo na zemi nebyl zraněn.
 Mezinárodní olympijský výbor na svém zasedání v Kuala Lumpur udělil pořadatelství XXIV. zimních olympijských her čínskému Pekingu.
 Zimbabwe požádalo o vydání amerického zubaře Waltera Palmera obviněného z pytláctví, kterého se měl dopustit zastřelením lva Cecila v národním parku Hwange.
 Indie a Bangladéš realizovali výměnu území 160 enkláv na složité hranici obou zemí. Jejich padesát tisíc obyvatel tak po 68 letech může změnit svou státní příslušnost.
 Zhruba 60 migrantů v zařízení pro deportaci cizinců v Bělé pod Bezdězem se krátce po jednání s ministrem vnitra Milanem Chovancem, který je upozornil, aby dodržovali zákony České republiky, vzbouřilo a ničilo vybavení zařízení.
 Izraelsko-palestinský konflikt: Batole bylo upálenu při útoku izraelských extrémistů na palestinský dům ve městě Kfar Duma poblíž Náblusu na Západním břehu Jordánu.